# Moonlit Sanctuary Wildlife Conservation Park
Le Moonlit Sanctuary Wildlife Conservation Park est un sanctuaire d'animaux australiens qui se situe dans la péninsule de Mornington au sud de Melbourne.

## Historique
Le développement du zoo a commencé en décembre 1998 avec la construction d'un centre d'accueil, d'une zone humide de 0,81 hectare avec un lac et plus de trente enclos, ainsi que de nombreux arbres et plantes d'Australie. Le zoo a ouvert en septembre 2001.

## Conservation
Le sanctuaire a réussi à élever un certain nombre d'espèces rares et menacées, comme notamment la Bettongie de Tasmanie, le Chat marsupial moucheté, le Dunnart de Douglas et le Phalanger de Norfolk. Le chat marsupial moucheté et la bettongie de Tasmanie ne se rencontrent désormais plus sur le continent mais uniquement sur l'île de Tasmanie. En 2016, à proximité du parc, un centre d'élevage a été ouvert pour les perruches à ventre orange, une espèce en danger critique d'extinction, ce centre est conçu pour héberger jusqu'à une vingtaine de couples.

## Animaux

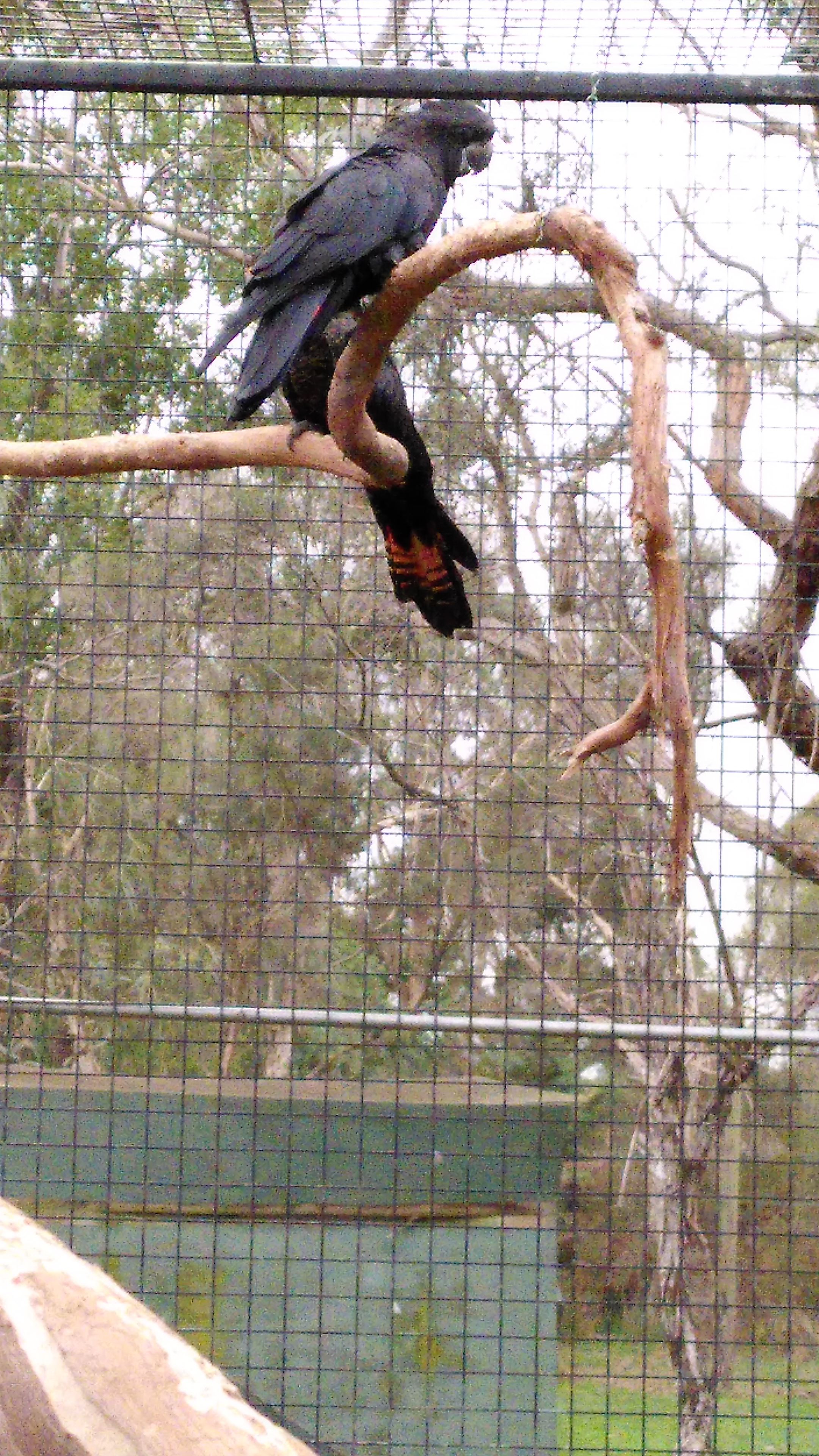
Cacatoès banksien au Moonlit.

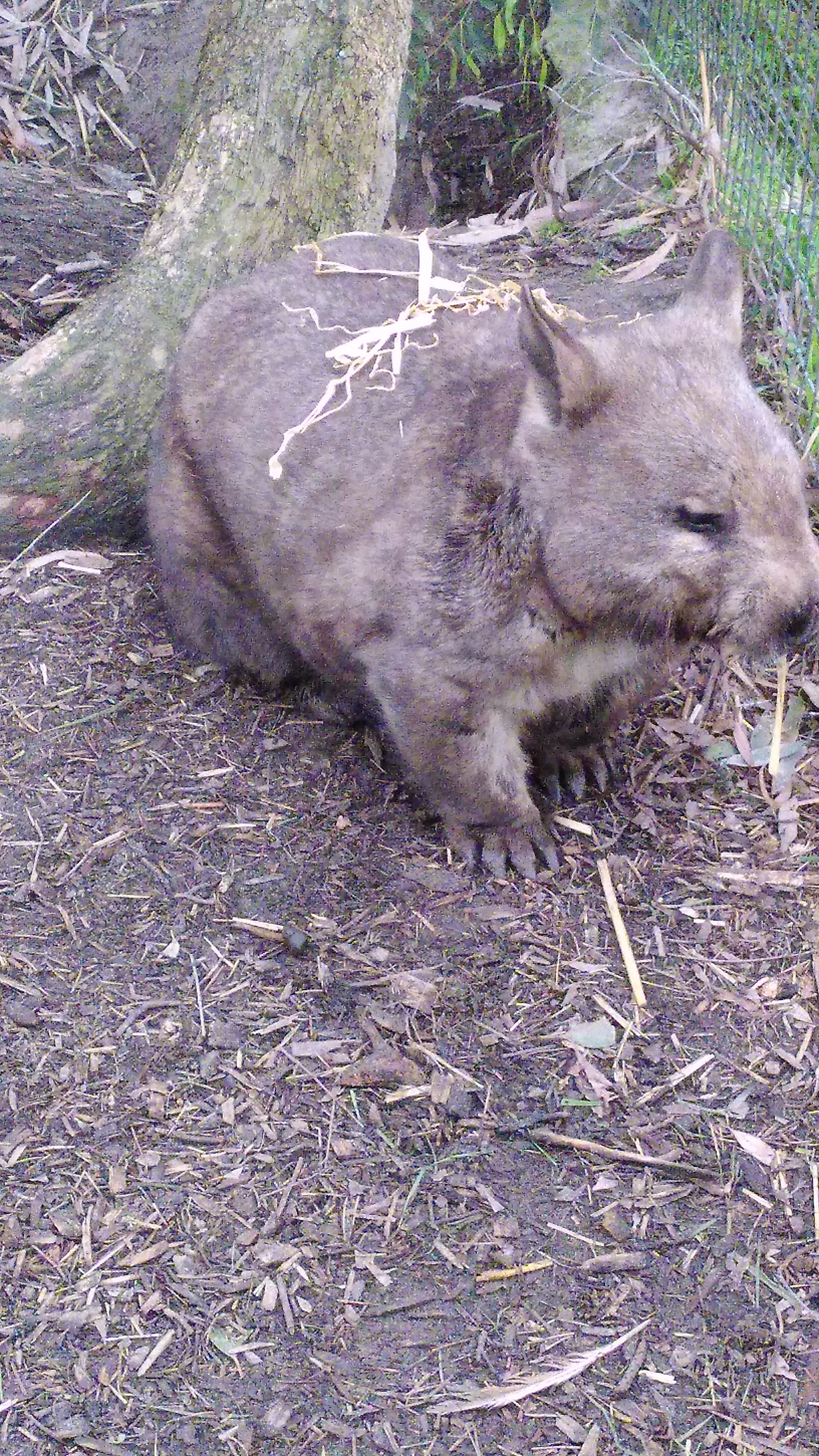
Wombat à nez poilu du Nord.

Le sanctuaire abrite au total 400 animaux de 60 espèces australiennes :
Des oiseaux :
- Aigle d'Australie
- Cacatoès à huppe jaune
- Cacatoès à tête rouge
- Cacatoès banksien
- Cacatoès de Leadbeater
- Cacatoès funèbre
- Échasse à tête blanche
- Effraie des clochers de l'Est
- Émeu d'Australie
- Flûtiste balancé
- Grand Éclectus
- Jardinier satiné
- Langrayen bridé
- Loriquet arc-en-ciel
- Martin-chasseur géant
- Martin-chasseur sacré
- Méliphage cornu
- Méliphage régent
- Ninoxe aboyeuse
- Œdicnème bridé
- Perruche à ventre orange
- Perruche de Barraband
- Perruche de Latham
- Podarge gris
- Vanneau rayé

Des mammifères :
- Chat marsupial à queue tachetée
- Diable de Tasmanie
- Dingo
- Kangourou géant
- Kangourou gris
- Koala
- Petaurus australis
- Potorou à long nez
- Wallaby à cou rouge
- Wallaby bicolore
- Wombat à nez poilu du Nord
- Bettongie de Tasmanie
- Bettongie à queue touffue
- Pademelon à ventre rouge
- Phalanger de Norfolk
- Rat kangourou roux
- Souris spinifex
- Wallaby de l'île d'Eugène
- Wombat commun

Des reptiles :
- Agame barbu
- Dragon d'eau Australien
- Egernia cunninghami
- Scinque à langue bleue
- Scinque rugueux
- Tortue à long cou
- Varan bigarré
- Varan de Timor